# Publius Servilius Vatia
Publius Servilius Vatia Isauricus (ca. 120 v.Chr. - 44 v.Chr.) was een Romeins politicus en militair uit de Gens Servilia.

## Biografie
Vatia Isauricus werd geboren als een zoon van Gaius Servilius Vatia en Caecilia Metella. In 84 v.Chr. bekleedde hij het ambt van praetor. Vijf jaar later werd hij door de dictator Lucius Cornelius Sulla benoemd tot consul. In 78 v.Chr. werd hij benoemd tot proconsulair gouverneur van de provincië Cilicië. Daar vocht hij veel tegen de piraten en de Isauri, wat hem zijn agnoom Isauricus opleverde.
Na de terugkeer van Vatia Isauricus in Rome was hij een van de rechters bij het proces van Gaius Cornelius Verres en hij gaf ook zijn steun aan Pompeius Magnus in zijn strijd tegen de piraten. In 63 v.Chr. was hij kandidaat om pontifex maximus te worden, maar in deze verkiezing werd hij verslagen door Julius Caesar. In 55 v.Chr. werd hij wel benoemd tot censor. Isauricus koos geen partij tijdens de Romeinse burgeroorlogen en stierf vredig in 44 v.Chr..